# Copland
Copland – projekt firmy Apple, którego celem było opracowanie systemu operacyjnego. Zapoczątkowany w roku 1994 i zakończony w 1996. Praca inżynierów i programistów nie poszła jednak na marne – pewne rozwiązania wypracowane w ramach projektu Copland zostały użyte w systemie Mac OS 8.